# Wizard (バンド)
Wizard（ウィザード）は、日本のヴィジュアル系ロックバンド。

## 概要
2004年結成。ファンのことはカマリストと呼ばれる。2008年シングル「Sadistrip」発売を以て日本クラウンよりメジャーデビューを果たす。
2009年某日、タイムリーレコードに移籍し活動の場をインディーズに戻す。2010年8月14日を以てHIRO、咲綺、悠の三名が脱退、当面の活動を見合わせることを発表した。
2012年4月4日、新メンバー加入に伴い活動を再開。
2013年、結成から約10年後にバンドを解散。

## メンバー
- Vocal:kaito（カイト）
  - 1月31日生まれ、岩手県下閉伊郡山田町出身[2]。実家は山田町内で寿司店を営んでいたが、東日本大震災で全壊した[3]。
  - メジャーデビュー以降、オカマキャラは封印していた。
  - 2024年10月27日、胃がん（胃腺がん）のため死去[4]。
- Guitar:ますみ
  - 1980年8月25日生まれ、岐阜県出身。
  - 解散後は看護師に転職して結婚、家庭を持った。
  - 2019年4月に原発性肺腺がんのステージ4で療養中であることを公表。同年5月18日に逝去し、5月25日に遺族から公表された[4][5]。
- Guitar:真
  - 6月5日生まれ、O型、exSEX MACHINEGUNSのKEN'ICHIと共にニュー・メタルバンドLOKAに加入[1]。
- Bass:敦
  - 7月17日生まれ
- Drums:kimi
  - 2月2日生まれ、O型

### 旧メンバー
- Guitar:HIRO（ヒロ）　
  - 生年月日、出身地その他非公開。
  - リーダー。生年月日をはじめ、出身地などを一切明かさない謎キャラを演じていた。
- Bass：咲綺（サキ）
- Drums：悠〜はるか〜
- Guitar：光紀
- Drums：翔

## ディスコグラフィー

### インディーズ

#### シングル
1. フォークとナイフのトリップシアター（2004年5月24日） - 会場限定販売
2. オオカミ少女（2005年2月22日） - 会場限定販売
3. Platonic Boy（2005年2月22日） - 会場限定販売
4. nude baby（2005年9月21日） - オリコンインディーズチャート初登場13位
5. cult baby（2005年10月19日） - オリコンインディーズチャート初登場17位
6. Valentine（2006年2月8日） - オリコンインディーズチャート初登場8位
7. Whiteday（2006年3月8日） - オリコンインディーズチャート初登場9位
8. Materialism-マテリア-（2006年8月9日） - オリコンインディーズチャート初登場7位
9. Idealism-イデア-（2006年9月20日）
10. CORE（2007年2月7日）
11. SHELL（2007年4月4日）
12. resistance baby★dragstar（2007年12月5日） - オリコンインディーズチャート初登場8位
13. SAKURA DIVER（2012年4月4日）

#### アルバム
1. ジェミニ（2005年12月21日）
  - 2nd Press（2006年7月19日）
2. Aquarius（2006年11月1日）
  - 2nd Press（2007年5月23日）
3. DIVINE（2008年2月3日） - オリコンインディーズチャート初登場17位

#### ベストアルバム
1. 「with」〜インディーズ・ベスト〜（2008年7月23日）

#### DVD
1. -Bribe of love-（2006年5月24日）
2. Film Wizard（2006,12.21 SHIBUYA O-EAST -UNIVERSAL [KAMA]ER FINAL- ▼LIVE DVD）（2007年3月7日）
3. Bribe of love 2（2007年5月23日）
4. Film Wizard（2007,04.04 九段会館 -ELECTRICAL[KAMA]PARADE-）（2007年7月25日）
5. 「Film Wizard -BRANDNEW WORLD－」〜TOUR DIVINE FINAL 2008'3.24 日本青年館（2009年2月18日）

#### V.A
1. 裏Wizard（2007年7月4日）
  - Wizardメンバーによるオムニバスアルバム

### メジャー

#### シングル
1. Sadistrip（2008年10月23日） ※2TYPE同時発売 - オリコン週間チャート初登場78位
  - プロデュースにPENICILLINの千聖、O-JIROを迎える。
2. キミノセカイ（2009年3月25日） - オリコン週間チャート初登場84位
3. 鳴カレ故バム（2010年1月13日） - オリコン週間チャート初登場123位

#### アルバム
1. Magic of the seed（2009年7月22日） - オリコン週間チャート初登場186位

#### ミニアルバム
1. BIOS（2010年8月4日）

#### ベストアルバム
1. Wizard SPEEDDISK BEST（2009年2月18日）

## タイアップ一覧
| 使用年 | 曲名         | タイアップ                          |
| ------ | ------------ | ----------------------------------- |
| 2009年 | キミノセカイ | 日本テレビ系『歌スタ!!』3月のお題歌 |